# Municipio di Syracuse
Il Municipio di Syracuse (in inglese: Syracuse City Hall) è l'edificio che ospita la sede del governo cittadino di Syracuse, città dello stato di New York negli Stati Uniti.

## Storia
Realizzato tre il 1889 e il 1893 in stile neoromanico, inusuale all'epoca in America, i lavori vennero eseguiti dalla Hughes Brothers di Syracuse, vincitrice della gara d'appalto appositamente indetta con una proposta di 238 750 dollari.